# Сантиссима-Тринита-дей-Пеллегрини
Санти́ссима-Тринита́-деи-Пеллегри́ни (итал.  La chiesa della Santissima Trinità dei Pellegrini — Церковь Пресвятой Троицы паломников) — католическая церковь в историческом центре Рима. Церковь находится в районе Регола, она соседствует с другими важными историческими зданиями: Палаццо Фарнезе, Палаццо Спада, а также мостом Сикста (Понте Систо) и Виа Джулия. Представляет собой памятник архитектуры римского барокко.

## История
В 1540 году по инициативе Филиппо Нери группа мирян-благотворителей стала собираться в римской церкви Сан-Джироламо-делла-Карита. Рост числа сподвижников подтолкнул Нери к идее придания своей ассоциации канонического статуса. Папа Павел III признал её «Братством Святой Троицы по субсидии» (Confraternita della Santissima Trinità del Sussidio). К юбилейному 1550 году братство взяло на себя обязанность приюта паломников, уделяя особое внимание пилигримам — тем, кто приехал издалека.
В 1558 году Папа Павел IV передал братству в постоянное пользование церковь Сан-Бенедетто на Виа Аренула (San Benedetto in Arenula). В следующем году братство приобрело дом возле церкви для использования его в качестве больничного приюта. К юбилею 1575 года братство приняло более 180 тысяч человек. Когда Папа Григорий XIII в 1579 году окончательно пожертвовал церковь братству, ему уже принадлежало множество домов и построек в этом районе.
Церковь приюта находилась в плачевном состоянии, поэтому члены братства решили её снести и выстроить заново: первый камень был заложен 26 февраля 1587 года. Строительство велось в 1587—1597 годах по проекту архитектора Мартино Лонги Старшего. Торжественное освящение новой церкви состоялось 12 июня 1616 года под именем Сантиссима Тринита и Сан-Бенедетто (Santissima Trinità e San Benedetto). Многие части здания, такие как купол и фасад, а также несколько хозяйственных построек были завершены в последующие десятилетия.
После юбилейного 1575 года католической церкви, когда братство начало свою работу по уходу за паломниками, во все последующие годы церковь Троицы и её приют продолжали оставаться центром религиозного гостеприимства в Риме, вмещая до 400000 человек. Во время осады Рима в 1849 году французскими войсками в Госпитале паломников (Ospedale dei Pellegrini) размещалась штаб-квартира Комитета помощи раненым. В период политических потрясений Папского государства и Рима в первые годы существования Королевства Италия (1861—1946) братство утратило свою специфику, а Троицкая церковь, как другие в городе, осталась простым местом поклонения.
В 2008 году Папа Бенедикт XVI поручил приход Священническому братству Святого Петра (FSSP), обществу апостольской жизни, занимающемуся служением и сохранением дореформенной Тридентской мессы, которая с 1969 года разрешена лишь при определённых условиях и в определённой форме. Таким образом, церковь Санта Тринита деи Пеллегрини проводит мессу по этой форме для местного населения, а также для туристов и паломников. Месса «Novus Ordo», принятая после II Ватиканского собора, не совершается в данной базилике никогда, что делает её уникальным литургическим памятником Католической Церкви.

## Архитектура
Фасад церкви построен в 1722—1723 годах архитектором Джузеппе Сарди по проекту Франческо де Санктиса. Высокий двухъярусный фасад представляет собой замечательный образец зрелого римского барокко: вогнутый фасад с волютами по сторонам, сдвоенные колонны коринфского ордера и сильно раскрепованный антаблемент. Между колоннами расположены четыре арочные ниши со статуями четырёх евангелистов работы скульптора Бернардино Людовизи.
План церкви построен в виде латинского креста. В главный неф открываются шесть капелл: Распятия, Св. Филиппа Нери, Св. Иоанна Крестителя, Св. Матфея, Мадонны со святыми Иосифом и Бенедиктом, Св. Григория Великого, украшенная фресками маньериста Бальдассара Кроче. Капелла святых Агостино (Августина Блаженного) и Франческо (Франциска Ассизского) примечательна алтарной картиной, изображающий Мадонну с Младенцем между святыми Агостино и Франческо, выполненной кавалером д’Арпино (Джузеппе Чезари).
В капелле Сан-Карло-Борромео (Св. Карла Борромея) алтарная картина изображает Мадонну, представляющую Младенца святым Карло Борромео, Доменико ди Гусману, Филиппо Нери и Феличе да Канталиче. Работа живописца Гийома Куртуа, известного как Боргоньоне.
Средокрестие церкви имеет форму короткого трансепта с двумя алтарями; увенчано большим куполом (архитектор Джованни Паоло Маджи, 1612), опирающимся на восьмигранный тибуриум и четыре подпружные арки, поддерживаемые восемью соединёнными угловыми колоннами (добавление Джованни Баттиста Контини, 1690). В парусах — образы четырёх евангелистов работы Джованни Баттиста Риччи. Цилиндрический свод нефа в 1853 году был расписан Раффаэле Феррара (росписи не сохранились).
Главный алтарь с четырьмя колоннами из африканского мрамора по сторонам (по две с каждой стороны) был создан в 1616 году Доменико Поцци. Алтарная картина представляет Новозаветную Троицу (Распятие с Богом Отцом, Святым духом и ангелами) и является работой Гвидо Рени. Картина написана летом 1625 года по заказу куриального кардинала Людовико Людовизи, племянника папы Григория XV.

## Галерея

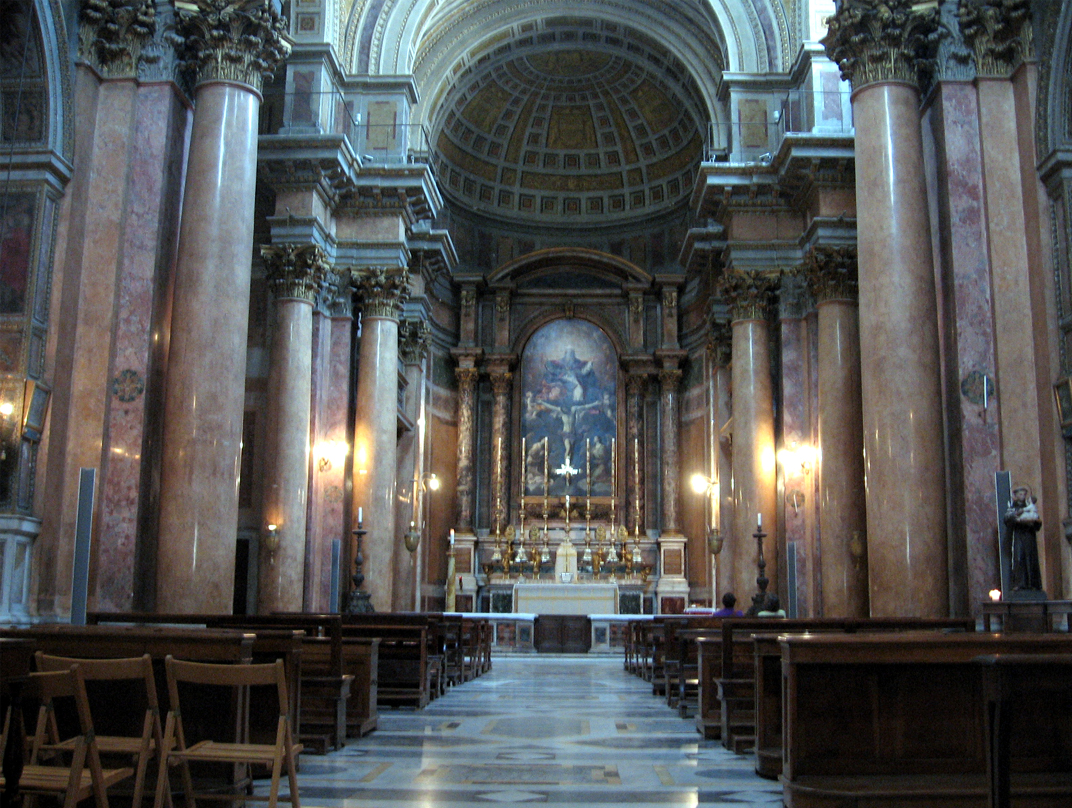
Интерьер нефа
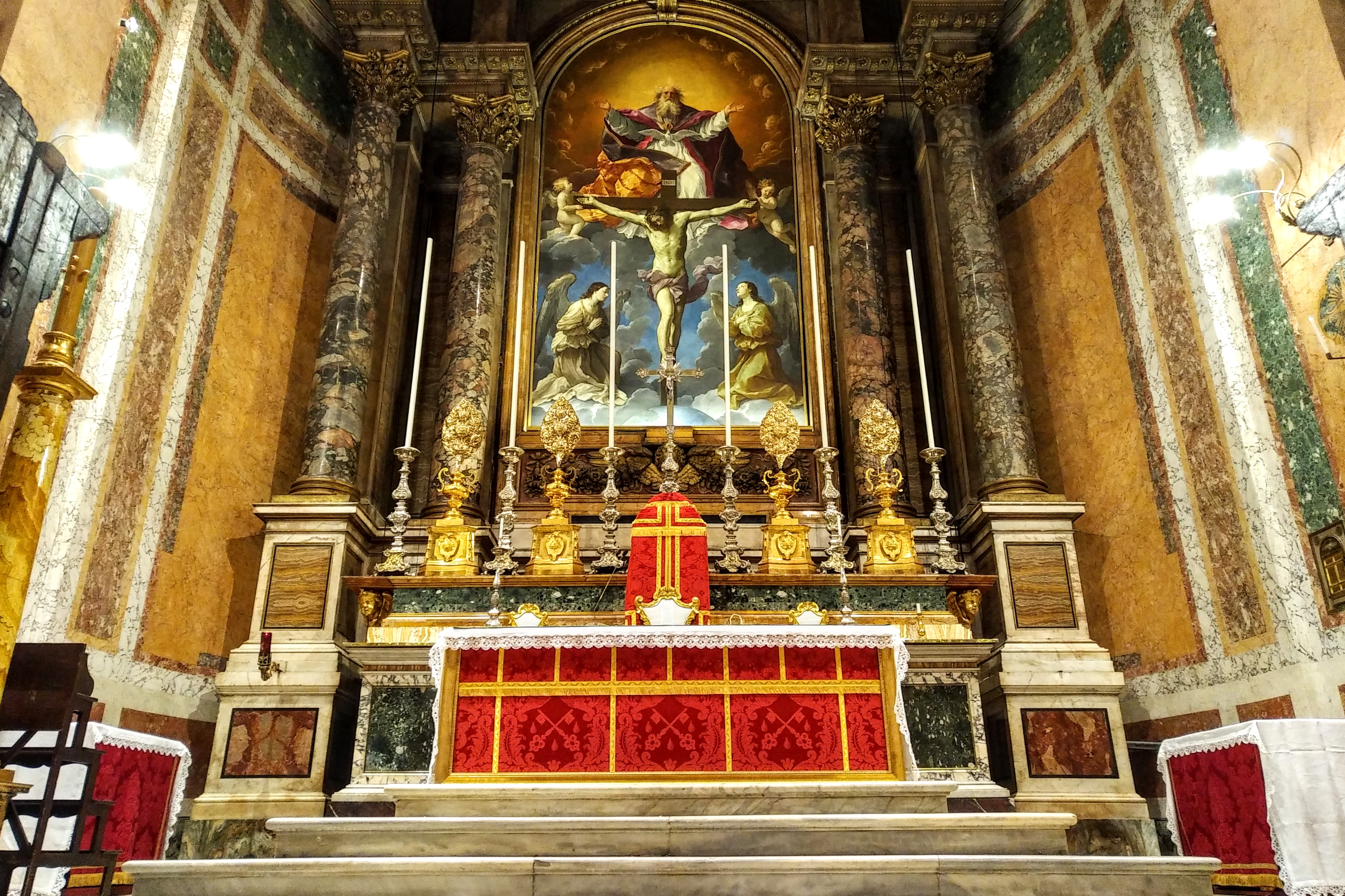
Главный алтарь
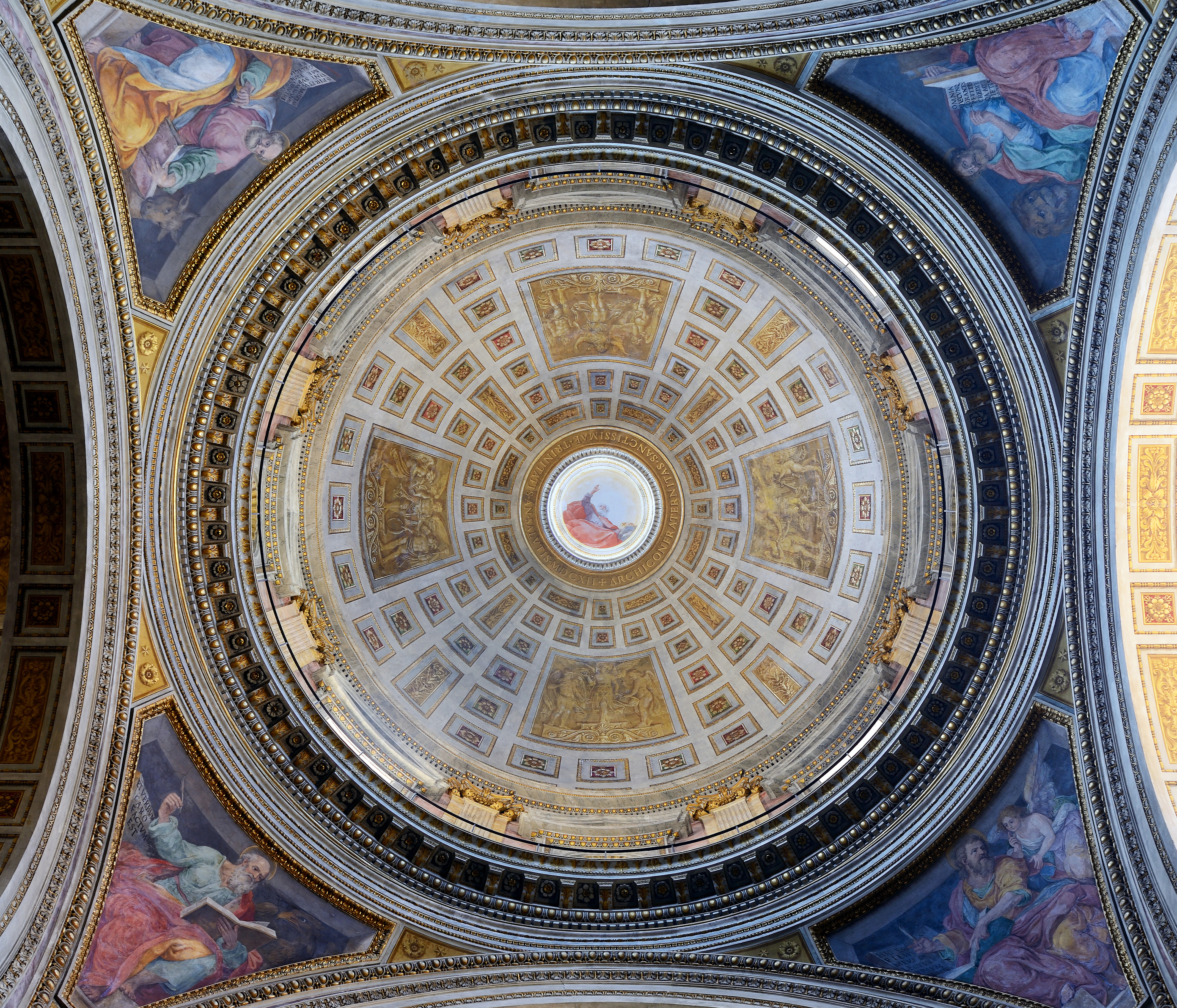
Купол
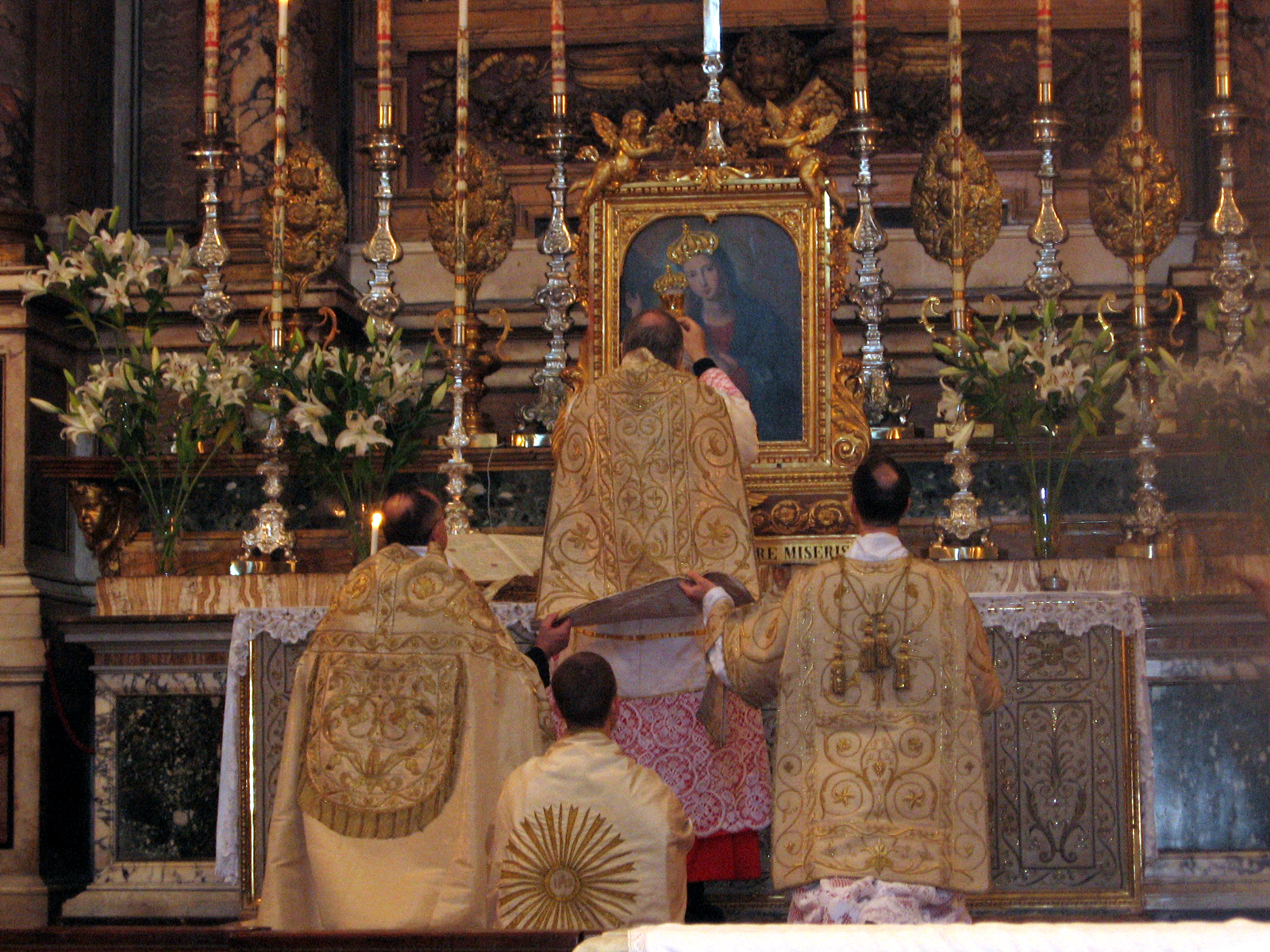
Тридентская месса у главного алтаря